# Фатімська молитва
Фа́тімська моли́тва — католицька молитва до Ісуса Христа, включена до складу Розарію. Фатімською молитвою часто називають молитву Пресвятої Діви Марії, проголошену під час її третього об'явлення у Фатімі 13 липня 1917 року. З об'явленнями у Фатімі пов'язують й інші молитви, які називають Фатімськими молитвами, зокрема, молитву ангела Фатіми, а також молитву до Пресвятої Трійці.

## Текст молитви українською
О, милосердний Ісусе!
Прости нам гріхи наші,
Позбав нас від вогню пекельного,
І приведи на небо всі душі,
Особливо ті, хто найбільше потребують Твого милосердя.
Амінь.

## Текст молитви латиною

### Перший варіант
Domine Jesu,
Dimitte nobis debita nostra,
Salva nos ab igne inferiori,
Perduc in caelum omnes animas,
Praesertim eas, quae misericordiae tuae maxime idigent.
Amen.

### Другий варіант
O mi Jesu,
dimitte nobis peccata nostra;
libera nos ab igne inferni;
perduc omnes animas in caelum,
praesertim maxime indigentes.
Amen.

## Історія
Фатімська молитва ввійшла в часте вживання з XX століття, після явлень Пресвятої Богородиці у Фатімі.

## Читання
Молитва входить до складу Розарію, де читається наприкінці кожної тайни.